# 南國地輿
《南國地輿》（越南语：／），又名《南國地輿教科書》，是越南歷史上第一部西式地理教科書，作者是舉人梁竹潭。

## 內容
《南國地輿》正文前有序文、凡例和目錄。正文包括疆域、區劃、地勢、山崗、河流、堤政、湖泊、海岸、氣候、人民、政體、兵政、財政、教育、農工商業、鐵路航路、郵電等方面內容。並附有各省府縣總社數量和人口數據，以及境內各少數民族分佈情況與風俗，最後附有喃字《南圻六省占牢州土四煞四害歌》。

## 意義
《南國地輿》是越南歷史上第一部按照西方教科書體例編寫的地理教科書，各章節內容簡短，但反應了當時越南的真實情況。後來經殖民政府修改，該書在越南國內被推廣使用。

## 刊本
《南國地輿》有多個版本，常見版本為“維新戊申冬”（1908年）刊印，封面題作《南國地輿》，內文則作《新訂南國地輿教科書》，簡稱“南國地輿教科書”。另有一個版本，封面題作《南國地輿誌》，內文則作《南國地輿》和《新訂南國地輿誌》，該版本封面稱“維新戊申年仲秋新鐫”（1908年），但序文落款時間則為“維新己酉蓮月上浣”（1909年）。

## 外部連結
- 《南國地輿》
  - 《南國地輿》 （页面存档备份，存于），維新戊申冬
  - 《南國地輿教科書》 （页面存档备份，存于），維新戊申冬
  - 《新訂南國地輿教科書》 （页面存档备份，存于），印本
  - 《新訂南國地輿教科書》 （页面存档备份，存于），抄本
- 《南國地輿誌》
  - 《南國地輿誌》 （页面存档备份，存于），維新戊申年仲秋新鐫